# Opuntia pusilla
Opuntia pusilla ist eine Pflanzenart in der Gattung der Opuntien (Opuntia) aus der Familie der Kakteengewächse (Cactaceae). Das Artepitheton pusilla stammt aus dem Lateinischen, bedeutet ‚sehr klein‘ und verweist auf geringe Größe der Art.

## Beschreibung
Opuntia pusilla wächst niedrig strauchig, ist meist kriechend und erreicht Wuchshöhen von bis zu 20 Zentimeter. Die hellgrünen, glatten, schmal bis breit länglichen Triebabschnitte sind bis zu 12 Zentimeter lang, 5 bis 6 Zentimeter breit und etwa 1 Zentimeter dick. Junge Triebabschnitte sind nahezu drehrund. Die Triebabschnitte tragen linealische, früh abfallende, bis zu 6 Millimeter lange Blattrudimente. Die Areolen stehen weit voneinander entfernt. Die ein bis zwei (selten bis vier) Dornen, die auch fehlen können, sind pfriemlich, bräunlich bis gelblich oder gräulich und bis zu 3,5 Zentimeter lang.
Die hellgelben Blüten weisen Durchmesser von 6 Zentimeter auf. Die verkehrt eiförmigen bis keulenförmigen roten Früchte sind fleischig aber geschmacklos. Sie sind 2,2 bis 3,5 Zentimeter lang und erreichen Durchmesser von 1,5 Zentimeter.

## Verbreitung, Systematik und Gefährdung
Das Verbreitungsgebiet von Opuntia pusilla ist unklar. Möglicherweise ist es die Karibik.
Die Erstbeschreibung als Cactus pusillus durch Adrian Hardy Haworth wurde 1803 veröffentlicht. 1812 stellte er die Art in die Gattung Opuntia.
In der Roten Liste gefährdeter Arten der IUCN wird die Art als „Least Concern (LC)“, d. h. als nicht gefährdet geführt. Die Entwicklung der Populationen wird als stabil angesehen.

## Nachweise